# Горностаївська сільська рада (Ріпкинський район)
Горноста́ївська сільська́ ра́да — адміністративно-територіальна одиниця та орган місцевого самоврядування в Ріпкинському районі Чернігівської області. Адміністративний центр — село Горностаївка.

## Загальні відомості
Горностаївська сільська рада утворена у 1954 році.
- Територія ради: 76,08 км²
- Населення ради: 838 осіб (станом на 2001 рік)

## Населені пункти
Сільській раді були підпорядковані населені пункти:
- с. Горностаївка
- с. Гута-Ткачова
- с. Строївка
- с. Чижівка

## Склад ради
Рада складалася з 14 депутатів та голови.
- Голова ради: Кравченко Тетяна Миколаївна
- Секретар ради: Щевкун Галина Іванівна

### Керівний склад попередніх скликань
| Прізвище, ім'я, по батькові | Основні відомості                                                         | Дата обрання | Дата звільнення |
| --------------------------- | ------------------------------------------------------------------------- | ------------ | --------------- |
| Кравченко Тетяна Миколаївна | Сільський голова, 1960 року народження, освіта вища, член Народної партії | 26.03.2006   | 31.10.2010      |
| Кравченко Тетяна Миколаївна | Сільський голова, 1960 року народження, освіта вища, член Партії регіонів | 31.10.2010   |                 |

Примітка: таблиця складена за даними сайту Верховної Ради України

### Депутати
За результатами місцевих виборів 2010 року депутатами ради стали:

#### За суб'єктами висування
| Суб'єкт висування | Кількість обраних депутатів | %   |
| ----------------- | --------------------------- | --- |
| Партія регіонів   | 14                          | 100 |

#### За округами
| № округу        | Прізвище, ім'я, по батькові      | Дата визнання обраним | Освіта  | Партійна приналежність | Відомості про обраного депутата                                |
| --------------- | -------------------------------- | --------------------- | ------- | ---------------------- | -------------------------------------------------------------- |
| Партія регіонів |                                  |                       |         |                        |                                                                |
| 1               | Ярчук Антоніна Іванівна          | 03.11.2010            | вища    | член Партії регіонів   | Горностаївська сільська рада, головний бухгалтер               |
| 2               | Дюканова Наталія Іванівна        | 03.11.2010            | середня | член Партії регіонів   | Горностаївське відділення зв'язку, начальник                   |
| 3               | Костильова Надія Михайлівна      | 03.11.2010            | середня | член Партії регіонів   | Добрянське ССТ, магазин № 10, продавець                        |
| 4               | Піун Наталія Володимирівна       | 03.11.2010            | середня | член Партії регіонів   | Горностаївський сільський клуб, прибиральниця                  |
| 5               | Щевкун Галина Іванівна           | 03.11.2010            | середня | член Партії регіонів   | Горностаївська сільська рада, секретар                         |
| 6               | Поліч Тетяна Валентинівна        | 03.11.2010            | середня | член Партії регіонів   | Горностаївська сільська рада, прибиральник службових приміщень |
| 7               | Куник Михайло Дмитрович          | 03.11.2010            | вища    | член Партії регіонів   | Святопокровська церква, священнослужитель                      |
| 8               | Мозковий Микола Миколайович      | 03.11.2010            | середня | член Партії регіонів   | тимчасово не працює                                            |
| 9               | Рябенко Валентина Олексіївна     | 03.11.2010            | середня | член Партії регіонів   | тимчасово не працює                                            |
| 10              | Савенчук Олег Федорович          | 03.11.2010            | середня | член Партії регіонів   | тимчасово не працює                                            |
| 11              | Супроненко Людмила Володимирівна | 03.11.2010            | середня | член Партії регіонів   | Добрянське ССТ, магазин № 11, продавець                        |
| 12              | Ляшевич Михайло Васильович       | 03.11.2010            | середня | член Партії регіонів   | тимчасово не працює                                            |
| 13              | Сердюк Валентина Миколаївна      | 03.11.2010            | середня | член Партії регіонів   | пенсіонер                                                      |
| 14              | Мамоненко Михайло Іванович       | 03.11.2010            | середня | член Партії регіонів   | Новояриловицьке лісництво, робітник                            |